# Ras al-Ajn (Katana)
Ras al-Ajn (arab. رأس العين) – wieś w Syrii w muhafazie Damaszek. W 2004 roku liczyła 892 mieszkańców.